# Campeonato da Europa de Atletismo de 2002
A 18ª edição do Campeonato da Europa de Atletismo foi realizado de 6 a 11 de agosto de 2002 no Estádio Olímpico, em Munique, na Alemanha. Foram disputadas 46 provas com 1.162 atletas de 47 nacionalidades. 

## Medalhistas

### Masculino
| Evento                | Ouro                                                                                   | Ouro     | Prata                                                                             | Prata    | Bronze                                                                         | Bronze   |
| 100 metros            | Francis Obikwelu · Portugal                                                            | 10.06    | Darren Campbell · Grã-Bretanha                                                    | 10.15    | Roland Németh · Hungria                                                        | 10.27    |
| 200 metros            | Konstantinos Kenteris · Grécia                                                         | 19.85    | Francis Obikwelu · Portugal                                                       | 20.21    | Marlon Devonish · Grã-Bretanha                                                 | 20.24    |
| 400 metros            | Ingo Schultz · Alemanha                                                                | 45.14    | David Canal · Espanha                                                             | 45.24    | Daniel Caines · Grã-Bretanha                                                   | 45.28    |
| 800 metros            | Wilson Kipketer · Dinamarca                                                            | 1:47.25  | André Bucher · Suíça                                                              | 1:47.43  | Nils Schumann · Alemanha                                                       | 1:47.60  |
| 1500 metros           | Mehdi Baala · França                                                                   | 3:45.25  | Reyes Estévez · Espanha                                                           | 3:45.25  | Rui Silva · Portugal                                                           | 3:45.43  |
| 5000 metros           | Alberto García · Espanha                                                               | 13:38.18 | Ismaïl Sghyr · França                                                             | 13:39.81 | Serhiy Lebid · Ucrânia                                                         | 13:40.00 |
| 10000 metros          | José Manuel Martínez · Espanha                                                         | 27:47.65 | Dieter Baumann · Alemanha                                                         | 27:47.87 | José Ríos · Espanha                                                            | 27:48.29 |
| Maratona              | Janne Holmén · Finlândia                                                               | 2:12:14  | Pavel Loskutov · Estónia                                                          | 2:13:18  | Julio Rey · Espanha                                                            | 2:13:21  |
| 110 m barreiras       | Colin Jackson · Grã-Bretanha                                                           | 13.11    | Staņislavs Olijars · Letónia                                                      | 13.22    | Artur Kohutek · Polónia                                                        | 13.32    |
| 400 m barreiras       | Stéphane Diagana · França                                                              | 47.58    | Jiří Mužík · Chéquia                                                              | 48.43    | Paweł Januszewski · Polónia                                                    | 48.46    |
| 3000 m obstáculos     | Antonio David Jiménez · Espanha                                                        | 8:24.34  | Simon Vroemen · Países Baixos                                                     | 8:24.45  | Luis Miguel Martín · Espanha                                                   | 8:24.72  |
| Estafeta 4x100m       | Ucrânia · Kostyantyn Vasyukov · Kostyantyn Rurak · Anatoliy Dovhal · Oleksandr Kaydash | 38.53    | Polónia · Ryszard Pilarczyk · Łukasz Chyła · Marcin Nowak · Marcin Urbaś          | 38.71    | Alemanha · Ronny Ostwald · Marc Blume · Alexander Kosenkow · Christian Schacht | 38.88    |
| Estafeta 4x400m       | Grã-Bretanha · Jared Deacon · Matthew Elias · Jamie Baulch · Daniel Caines             | 3:01.25  | Rússia · Oleg Mishukov · Andrey Semyonov · Ruslan Mashchenko · Yuriy Borzakovskiy | 3:01.34  | França · Leslie Djhone · Ahmed Douhou · Naman Keïta · Ibrahima Wade            | 3:02.76  |
| 20 km marcha          | Paquillo Fernández · Espanha                                                           | 1:18:37  | Vladimir Andreyev · Rússia                                                        | 1:19:56  | Juan Manuel Molina · Espanha                                                   | 1:20:36  |
| 50 km marcha          | Robert Korzeniowski · Polónia                                                          | 3:36:39  | Aleksey Voyevodin · Rússia                                                        | 3:40:16  | Jesús Ángel García · Espanha                                                   | 3:44:33  |
| Salto em altura       | Yaroslav Rybakov · Rússia                                                              | 2.31     | Stefan Holm · Suécia                                                              | 2.29     | Staffan Strand · Suécia                                                        | 2.27     |
| Salto com vara        | Aleksandr Averbukh · Israel                                                            | 5.85     | Lars Börgeling · Alemanha                                                         | 5.80     | Tim Lobinger · Alemanha                                                        | 5.80     |
| Salto em comprimento  | Olexiy Lukashevych · Ucrânia                                                           | 8.08     | Siniša Ergotić · Croácia                                                          | 8.00     | Yago Lamela · Espanha                                                          | 7.99     |
| Triplo salto          | Christian Olsson · Suécia                                                              | 17.53    | Charles Friedek · Alemanha                                                        | 17.33    | Jonathan Edwards · Grã-Bretanha                                                | 17.32    |
| Arremesso do peso     | Yuriy Bilonoh · Ucrânia                                                                | 21.37    | Joachim Olsen · Dinamarca                                                         | 21.16    | Ralf Bartels · Alemanha                                                        | 20.58    |
| Lançamento do disco   | Róbert Fazekas · Hungria                                                               | 68.83    | Virgilijus Alekna · Lituânia                                                      | 66.62    | Michael Möllenbeck · Alemanha                                                  | 66.37    |
| Lançamento do dardo   | Steve Backley · Grã-Bretanha                                                           | 88.54    | Sergey Makarov · Rússia                                                           | 88.05    | Boris Henry · Alemanha                                                         | 85.33    |
| Lançamento do martelo | Adrián Annus · Hungria                                                                 | 81.17    | Vladyslav Piskunov · Ucrânia                                                      | 80.39    | Alexandros Papadimitriou · Grécia                                              | 80.21    |
| Decatlo               | Roman Šebrle · Chéquia                                                                 | 8800     | Erki Nool · Estónia                                                               | 8438     | Lev Lobodin · Rússia                                                           | 8390     |

### Feminino
| Evento                | Ouro                                                                          | Ouro     | Prata                                                                                  | Prata    | Bronze                                                                               | Bronze   |
| 100 metros            | Ekaterini Thanou · Grécia                                                     | 11.10    | Kim Gevaert · Bélgica                                                                  | 11.22    | Manuela Levorato · Itália                                                            | 11.23    |
| 200 metros            | Muriel Hurtis · França                                                        | 22.43    | Kim Gevaert · Bélgica                                                                  | 22.53    | Manuela Levorato · Itália                                                            | 22.75    |
| 400 metros            | Olesya Zykina · Rússia                                                        | 50.45    | Grit Breuer · Alemanha                                                                 | 50.70    | Lee McConnell · Grã-Bretanha                                                         | 51.02    |
| 800 metros            | Jolanda Čeplak · Eslovénia                                                    | 1:57.65  | Mayte Martínez · Espanha                                                               | 1:58.86  | Kelly Holmes · Grã-Bretanha                                                          | 1:59.83  |
| 1500 metros           | Süreyya Ayhan · Turquia                                                       | 3:58.79  | Gabriela Szabo · Roménia                                                               | 3:58.81  | Tatyana Tomashova · Rússia                                                           | 4:01.28  |
| 5000 metros           | Marta Domínguez · Espanha                                                     | 15:14.76 | Sonia O'Sullivan · Irlanda                                                             | 15:14.85 | Yelena Zadorozhnaya · Rússia                                                         | 15:15.22 |
| 10000 metros          | Paula Radcliffe · Grã-Bretanha                                                | 30:01.09 | Sonia O'Sullivan · Irlanda                                                             | 30:47.59 | Lyudmila Biktasheva · Rússia                                                         | 31:04.00 |
| Maratona              | Maria Guida · Itália                                                          | 2: 26:05 | Luminita Zaituc · Alemanha                                                             | 2: 26:58 | Sonja Oberem · Alemanha                                                              | 2: 28:45 |
| 100 m barreiras       | Glory Alozie · Espanha                                                        | 12.73    | Olena Krasovska · Ucrânia                                                              | 12.88    | Yana Kasova · Bulgária                                                               | 12.91    |
| 400 m barreiras       | Ionela Târlea · Roménia                                                       | 54.95    | Heike Meißner · Alemanha                                                               | 55.89    | Anna Olichwierczuk · Polónia                                                         | 56.18    |
| Estafeta 4x100m       | Delphine Combe · Muriel Hurtis · Sylviane Félix · Odiah Sidibé · França       | 42.46    | Melanie Paschke · Gabi Rockmeier · Sina Schielke · Marion Wagner · Alemanha            | 42.54    | Natalya Ignatova · Yuliya Tabakova · Irina Khabarova · Larisa Kruglova · Rússia      | 43.11    |
| Estafeta 4x400m       | Florence Ekpo-Umoh · Birgit Rockmeier · Claudia Marx · Grit Breuer · Alemanha | 3:25.10  | Natalya Antyukh · Natalya Nazarova · Anastasiya Kapachinskaya · Olesya Zykina · Rússia | 3:25.59  | Zuzanna Radecka · Grażyna Prokopek · Małgorzata Pskit · Anna Olichwierczuk · Polónia | 3:26.15  |
| 20 km marcha          | Olimpiada Ivanova · Rússia                                                    | 1: 6:42  | Yelena Nikolayeva · Rússia                                                             | 1:28:20  | Erica Alfridi · Itália                                                               | 1:28:33  |
| Salto em altura       | Kajsa Bergqvist · Suécia                                                      | 1.98     | Marina Kuptsova · Rússia                                                               | 1.92     | Olga Kaliturina · Rússia                                                             | 1.89     |
| Salto com vara        | Svetlana Feofanova · Rússia                                                   | 4.60     | Yelena Isinbayeva · Rússia                                                             | 4.55     | Yvonne Buschbaum · Alemanha                                                          | 4.50     |
| Salto em comprimento  | Tatyana Kotova · Rússia                                                       | 6.85     | Jade Johnson · Grã-Bretanha                                                            | 6.73     | Tünde Vaszi · Hungria                                                                | 6.73     |
| Triplo salto          | Ashia Hansen · Grã-Bretanha                                                   | 15.00    | Heli Koivula · Finlândia                                                               | 14.83    | Yelena Oleynikova · Rússia                                                           | 14.54    |
| Arremesso do peso     | Irina Korzhanenko · Rússia                                                    | 20.64    | Vita Pavlysh · Ucrânia                                                                 | 20.02    | Svetlana Krivelyova · Rússia                                                         | 19.56    |
| Lançamento do disco   | Ekaterini Voggoli · Grécia                                                    | 64.31    | Natalya Sadova · Rússia                                                                | 64.12    | Anastasia Kelesidou · Grécia                                                         | 63.92    |
| Lançamento do dardo   | Olga Kuzenkova · Rússia                                                       | 72.94    | Kamila Skolimowska · Polónia                                                           | 72.46    | Manuela Montebrun · França                                                           | 72.04    |
| Lançamento do martelo | Mirela Manjani · Grécia                                                       | 67.47    | Steffi Nerius · Alemanha                                                               | 64.09    | Mikaela Ingberg · Finlândia                                                          | 63.50    |
| Heptatlo              | Carolina Klüft · Suécia                                                       | 6542     | Sabine Braun · Alemanha                                                                | 6434     | Natallia Sazanovich · Bielorrússia                                                   | 6341     |

## Quadro de medalhas
| Ordem | País          | Medalha de ouro | Medalha de prata | Medalha de bronze | Total |
| ----- | ------------- | --------------- | ---------------- | ----------------- | ----- |
| 1     | Rússia        | 7               | 9                | 8                 | 24    |
| 2     | Espanha       | 6               | 3                | 6                 | 15    |
| 3     | Reino Unido   | 5               | 2                | 5                 | 12    |
| 4     | França        | 4               | 1                | 2                 | 7     |
| 5     | Grécia        | 4               | 0                | 2                 | 6     |
| 6     | Ucrânia       | 3               | 3                | 1                 | 7     |
| 7     | Suécia        | 3               | 1                | 1                 | 5     |
| 8     | Alemanha      | 2               | 9                | 8                 | 19    |
| 9     | Hungria       | 2               | 0                | 2                 | 4     |
| 10    | Polónia       | 1               | 2                | 4                 | 7     |
| 11    | Finlândia     | 1               | 1                | 1                 | 3     |
| 11    | Portugal      | 1               | 1                | 1                 | 3     |
| 13    | Dinamarca     | 1               | 1                | 0                 | 2     |
| 13    | Chéquia       | 1               | 1                | 0                 | 2     |
| 13    | Roménia       | 1               | 1                | 0                 | 2     |
| 16    | Itália        | 1               | 0                | 3                 | 4     |
| 17    | Eslovênia     | 1               | 0                | 0                 | 1     |
| 17    | Israel        | 1               | 0                | 0                 | 1     |
| 17    | Turquia       | 1               | 0                | 0                 | 1     |
| 20    | Bélgica       | 0               | 2                | 0                 | 2     |
| 20    | Estónia       | 0               | 2                | 0                 | 2     |
| 20    | Irlanda       | 0               | 2                | 0                 | 2     |
| 23    | Croácia       | 0               | 1                | 0                 | 1     |
| 23    | Letônia       | 0               | 1                | 0                 | 1     |
| 23    | Lituânia      | 0               | 1                | 0                 | 1     |
| 23    | Países Baixos | 0               | 1                | 0                 | 1     |
| 23    | Suíça         | 0               | 1                | 0                 | 1     |
| 28    | Bielorrússia  | 0               | 0                | 1                 | 1     |
| 28    | Bulgária      | 0               | 0                | 1                 | 1     |
|       | TOTAL         | 46              | 46               | 46                | 138   |

## Participantes
| - Albânia (6) - Andorra (1) - Armênia (1) - Áustria (14) - Azerbaijão (2) - Bielorrússia (27) - Bélgica (17) - Bósnia e Herzegovina (1) - Bulgária (13) - Croácia (13) - Chipre (2) - Chéquia (40) - Dinamarca (16) - Estónia (14) - Finlândia (49) - França (66) - GEO (2) | - Alemanha (88) - Gibraltar (1) - Grã-Bretanha (60) - Grécia (51) - Hungria (30) - Islândia (3) - Irlanda (29) - Israel (13) - Itália (94) - Letônia (16) - LTU (13) - Macedônia do Norte (1) - Malta (2) - Moldávia (5) - Mónaco (1) - Países Baixos (30) - Noruega (17) | - Polónia (55) - Portugal (39) - Roménia (22) - Rússia (89) - San Marino (1) - Eslováquia (17) - Eslovênia (22) - Espanha (70) - Suécia (45) - Suíça (10) - Turquia (8) - Ucrânia (37) - Iugoslávia (9) |

Legenda
| Recorde mundial       | Recorde mundial (World record)               |                       | Recorde africano                      | Recorde africano (African) |                                           | Q | Classificado por posição (Qualified) |
| Recorde do campeonato | Recorde do campeonato (Championship record)  | Recorde da América    | Recorde da América (Americas)         | q                          | Classificado por melhor tempo (Qualified) |   |                                      |
| Melhor marca do ano   | Melhor marca do ano (World leading)          | Recorde asiático      | Recorde asiático (Asian)              | DNS                        | Não largou (Did not start)                |   |                                      |
| Recorde nacional      | Recorde nacional (National record)           | Recorde europeu       | Recorde europeu (European)            | DNF                        | Não terminou (Did not finish)             |   |                                      |
| Recorde pessoal       | Recorde pessoal do atleta (Personal best)    | Recorde da Oceania    | Recorde da Oceania (Oceania)          | DSQ / DQ                   | Desclassificado (Disqualified)            |   |                                      |
| Recorde da temporada  | Recorde da temporada do atleta (Season best) | Recorde sul-americano | Recorde sul-americano (South America) | NM                         | Sem marca (No mark)                       |   |                                      |